# Castelnuovo di Ceva
Castelnuovo di Ceva (Castelneuv in piemontese) è un comune italiano di 100 abitanti della provincia di Cuneo in Piemonte.

## Geografia fisica

### Territorio
Castelnuovo si trova ad un'altezza di 743 m s.l.m. su un territorio interamente montagnoso comprendente un vasto altopiano ricco di vegetazione e di acque che alimentano l'acquedotto delle Langhe. Stagionalmente è caratterizzato dalla presenza di funghi e castagne.
È classificato nella zona sismica 3A (sismicità bassa).

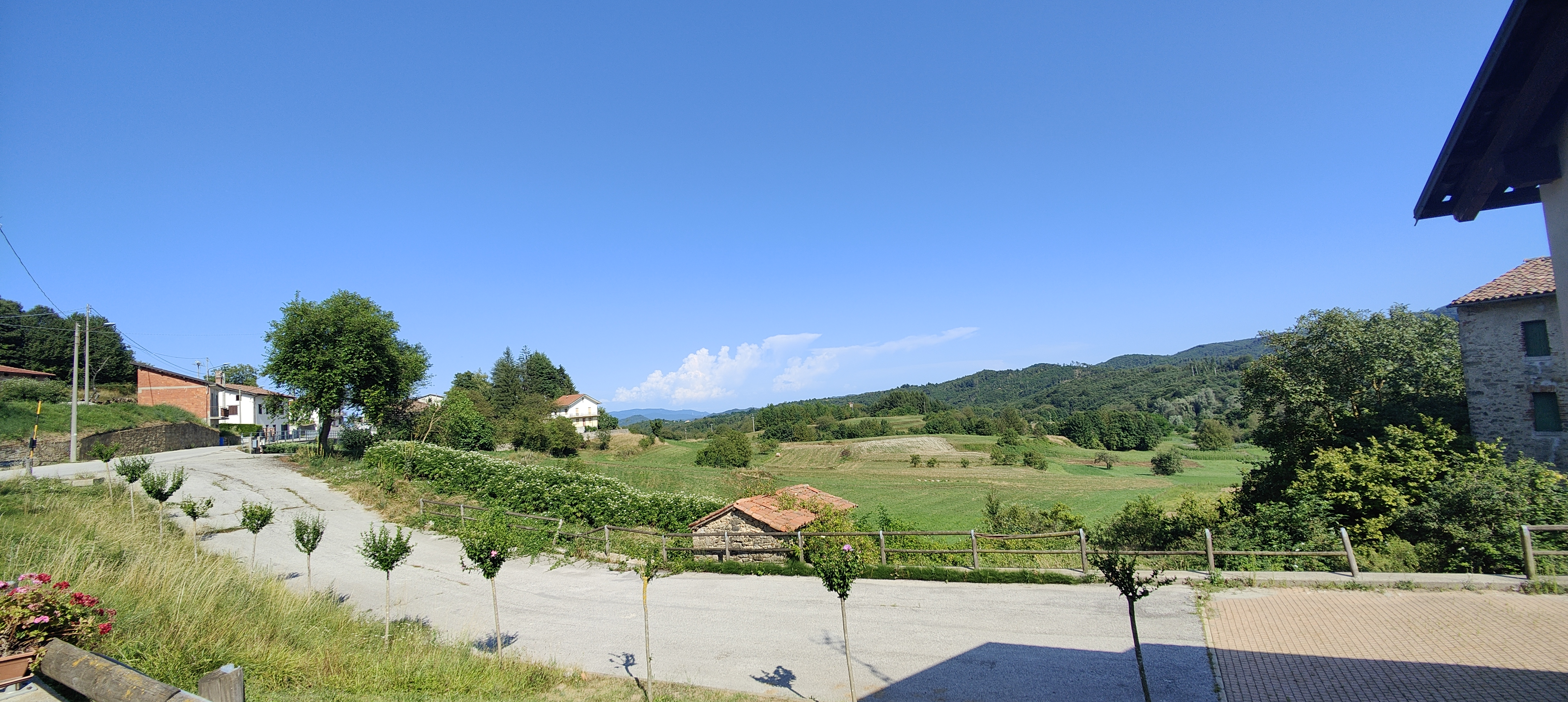
Panorama da via Case Soprane con l'altopiano. In fondo confina con il savonese. In linea d'aria diritta da qui il lago di Osiglia dista 7.409 mt. sino a arrivare al mare, Finale Ligure 27.600 mt.

### Clima
Il comune è stato inserito nella zona climatica F ed ha un fabbisogno termico di 3236 gradi giorno. La normativa attuale non pone limiti all'accensione degli impianti di riscaldamento.

## Origini del nome
Il toponimo Castelnuovo deriva dal latino Castrum novum o dal tardo Castronovo, ad indicare la riedificazione del villaggio e la costruzione di un castello dopo la distruzione ad opera dei saraceni.

## Storia

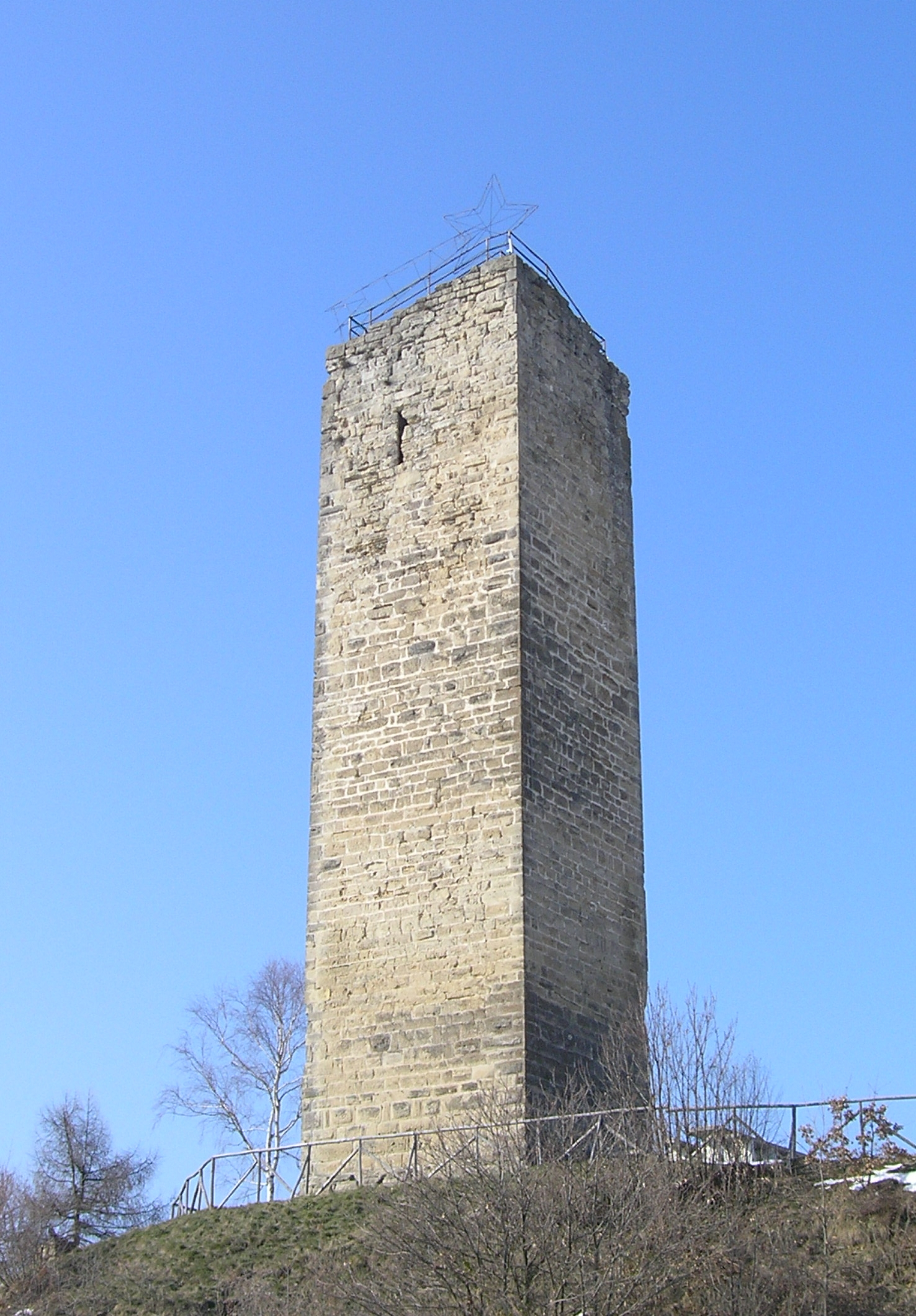
L'antica torre di Castelnuovo

I primi insediamenti nel territorio dell'odierno Castelnuovo di Ceva risalgono probabilmente al X secolo, dopo il periodo carolingio. Similmente ai paesi limitrofi appartenne al Comitato di Bredulo, fatto comprovato dalla citazione del luogo in un atto del 1033.
È probabile che il villaggio originario sia stato distrutto dalle incursioni saracene, venne quindi riedificato e dotato di un castello, divenendo parte del marchesato di Ceva ed assumendo una certa importanza strategica vista la vicinanza con il confine ligure.
Il marchesato cebano ebbe pieni poteri sul borgo fino al 1228, quando quest'ultimo venne inserito in un atto di fedeltà al comune di Asti, per poi essere infine ceduto assieme all'intero marchesato allo stesso comune nel 1295, per opera di Giorgio II il Nano, il quale divenne feudatario di quelle terre.
Nel 1383 Castelnuovo passò dalle mani di Gherardo di Ceva al duca Gian Galeazzo Visconti; nel 1495 Ludovico d'Orléans lo tolse a Gio Francesco di Ceva per donarlo ad un suo luogotenente, Ettore Ajnard, il quale a sua volta lo cedette a Francesco della Rovere duca di Sopra. Dopo essere stato infeudato nel 1530 a Gio Vincenzo di Ceva e nel 1618 a Gemonio di Incisa, nel 1631 divenne parte dei domini sabaudi.
Nel 1929 venne unito ai comuni di Montezemolo e Priero, per poi tornare comune indipendente nel 1947.

### Simboli
Lo stemma e il gonfalone del Comune di Castelnuovo di Ceva sono stati concessi con decreto del presidente della Repubblica del 19 marzo 1986.
Il gonfalone è un drappo troncato di azzurro e di giallo.

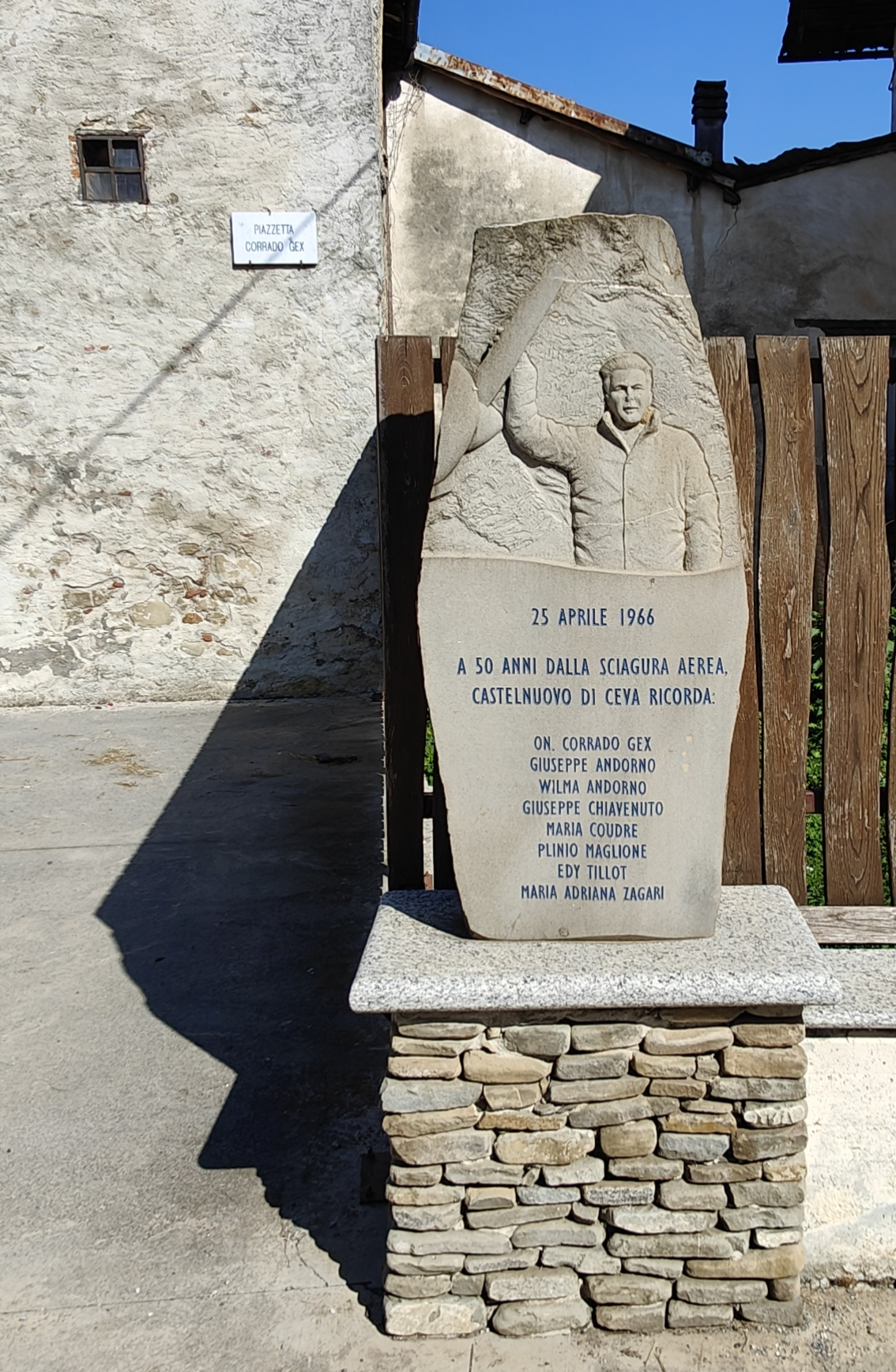
La nuova piazza Corrado Gex con la lapide scolpita a ricordo della sciagura aerea del 1966 inaugurate il 30 aprile 2016

## Monumenti e luoghi d'interesse
Architettura civile:

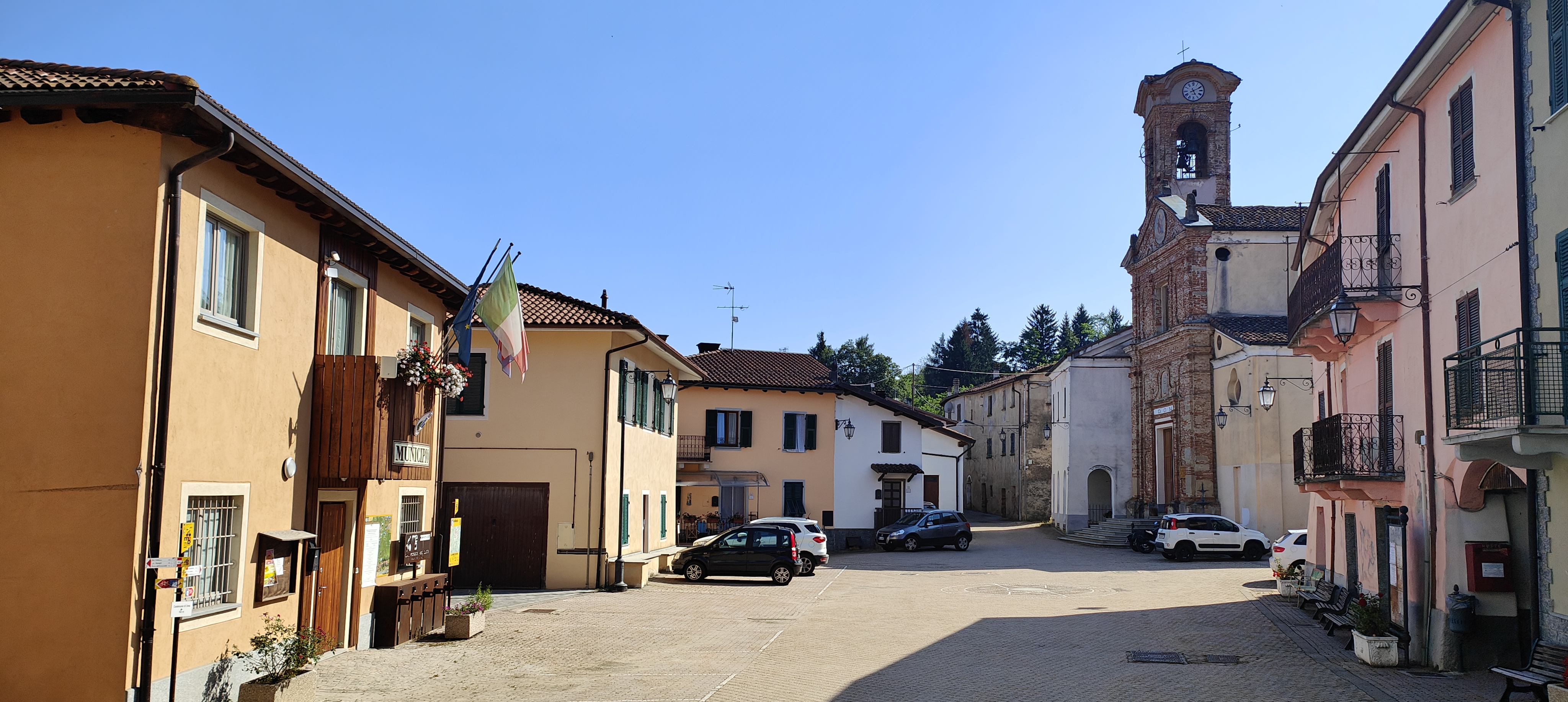
La piazza con il Comune restaurato e la chiesa di San Maurizio-Maria Assunta (edificata negli anni 1851-55) con la facciata in stile romanico

- Il palazzetto restaurato del Comune

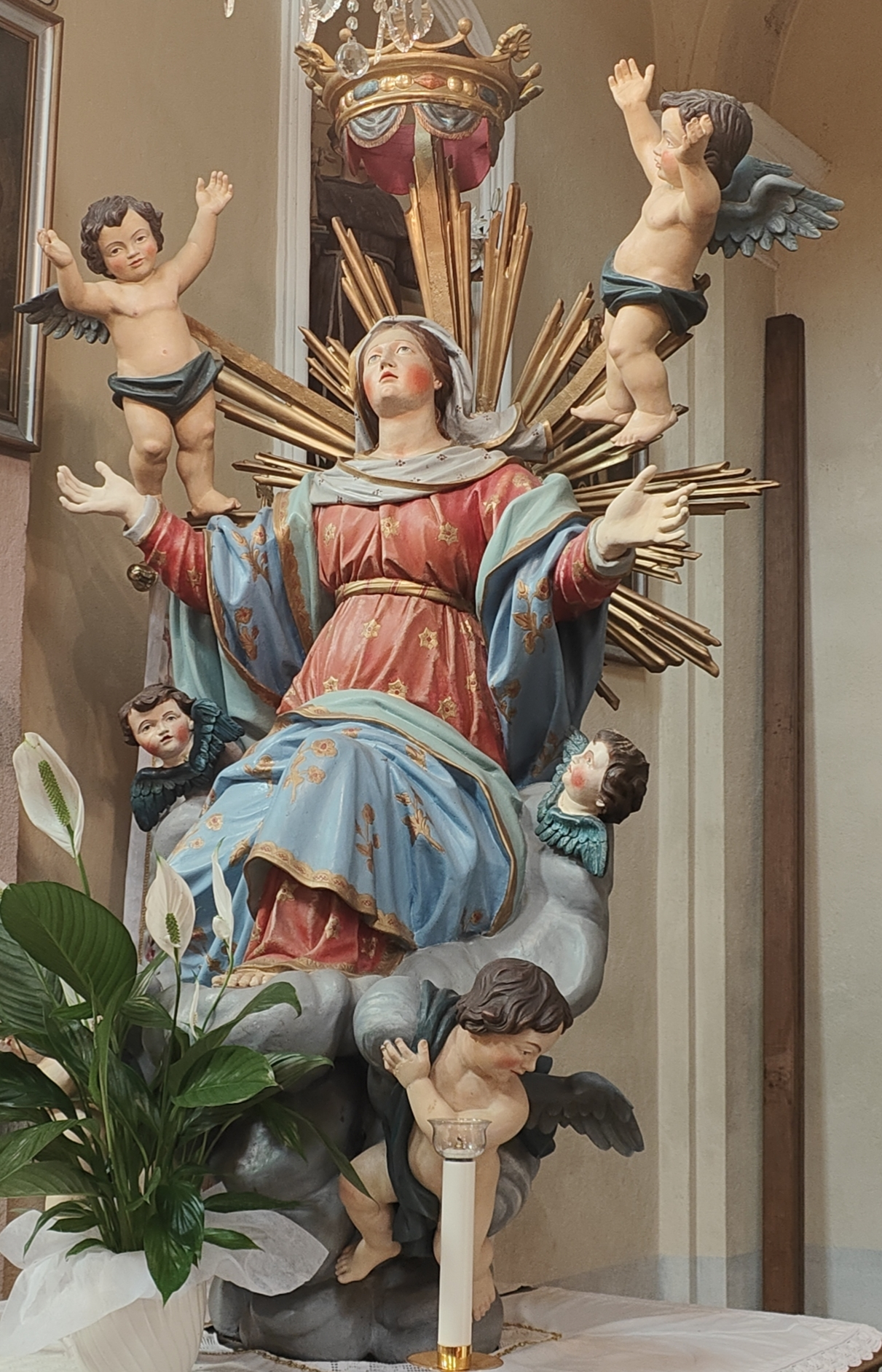
Chiesa parrocchiale di San Maurizio: la Madonna lignea attribuita all'artista Roasio

- La Torre medioevale: l'ultimo maestoso rudere di quello che fu il castello, attorniata dalle tracce delle mura del maniero di cui faceva parte. Questa torre risale al secolo XIII, serviva per il controllo della via interna al marchesato di Ceva. È l'unico elemento superstite della struttura fortificata ritenuta composta da ben due torri attorniate da una cinta muraria che costituivano il castello anche se presso altri storici, in epoca recente, si ritiene che servisse come unica struttura da posto di guardia, di vedetta, sulla via verso Savona, (certamente attorniata dalle mura che formavano il castello i cui resti furono distrutti  da un incendio nel 1800), posto su questa altura rispetto al paese. La torre rappresenta ancora oggigiorno una ottima esecuzione architettonica: costruita con pietra arenaria e poca malta sapientemente dosata nei posti giusti con le pietre perfettamente convergenti presenta un'unica porta d'entrata posta a notevole altezza, per sicurezza, sormontata da un architrave e dalla presenza delle buche pontaie.

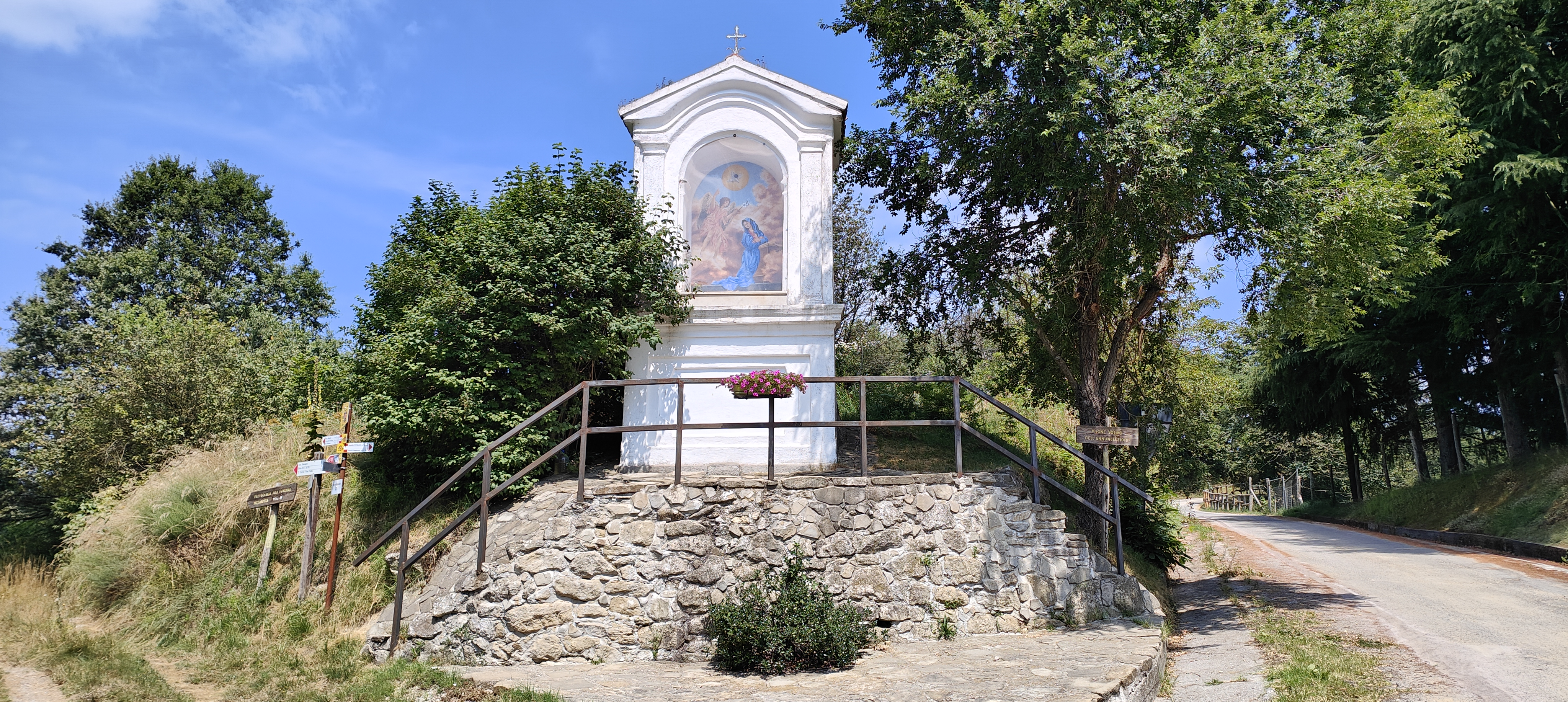
Pilone votivo dell'Annunciazione, posto a 775 mt. d'altitudine. A destra la strada per il cimitero con cappella di San Maurizio, la Torre, la frazione Stevagni. A sinistra Bric delle Donne (843 mt.), Bric Dotta, ciclovia 42, sorgente delle Fontanelle

Architettura religiosa:

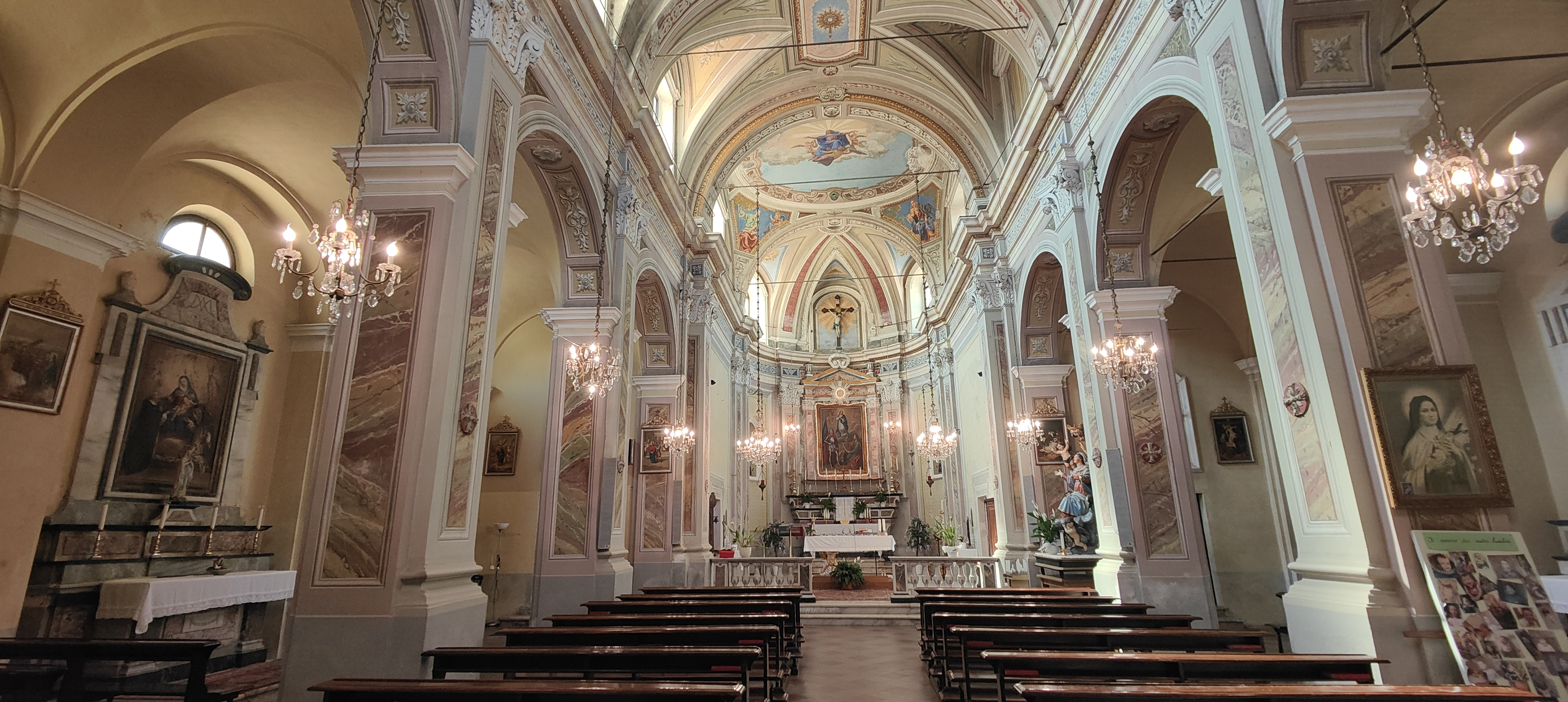
Interno della chiesa parrocchiale di San Maurizio

Interno della parrocchia visto dall'altare. Da notare l'assenza dell'organo rimosso nel secolo scorso e mai sostituito o rimesso

- Chiesa parrocchiale di San Maurizio, sul lato opposto, non distante dal palazzetto restaurato sede del Comune. Fu costruita fra il 1851 ed il 1855, ospita una statua lignea della Vergine Assunta, ad opera dello scultore Antonio Roasio (1809–1886).[13]

- La Torre medioevale è l'ultimo maestoso rudere di quello che fu il castello, attorniata dalle tracce delle mura del maniero di cui faceva parte. Questa torre risale al secolo XIII, serviva per il controllo della via interna al marchesato di Ceva. È l'unico elemento superstite della struttura fortificata ritenuta composta da ben due torri attorniate da una cinta muraria che costituivano il castello anche se presso altri storici, in epoca recente, si ritiene che servisse come unica struttura da posto di guardia, di vedetta, sulla via verso Savona, (certamente attorniata dalle mura che formavano il castello i cui resti furono distrutti  da un incendio nel 1800), posto su questa altura rispetto al paese. La torre rappresenta ancora oggigiorno una ottima esecuzione architettonica: costruita con pietra arenaria e poca malta sapientemente dosata nei posti giusti con le pietre perfettamente convergenti presenta un'unica porta d'entrata posta a notevole altezza, per sicurezza, sormontata da un architrave e dalla presenza delle buche pontaie.

- Pilone dell'Annunciazione[14], subito a inizio paese all'inizio della strada che conduce al cimitero e alla torre medievale.

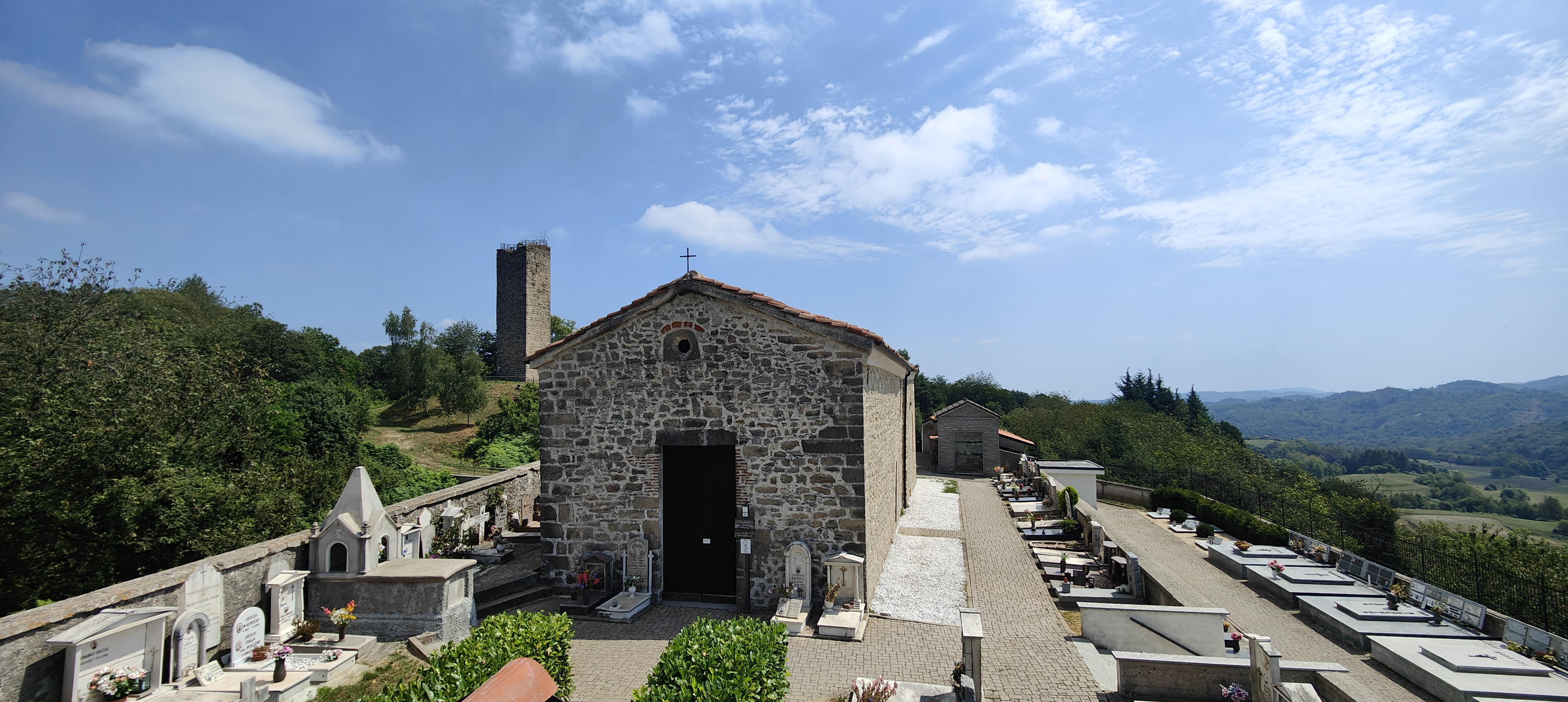
Vista generale della chiesa cimiteriale di San Maurizio, della torre e del paesaggio

- Cappella-chiesa di San Maurizio: decorata[15] con affreschi di notevole valore storico e artistico risalenti al 1459, il cui stile tardo-gotico di scuola monregalese riprende quello dell'arte provenzale e di Jaquerio. All'interno[16]nella zona dell'altare si distinguono: il martirio della regione Tebea e del comandante San Maurizio, la crocefissione, San Michele che pesa le anime, il Presepe e l'adorazione dei Magi, gli Evangelisti, i 4 dottori della Chiesa e in epoca più tarda fu disegnata la Sacra Sindone a testimonianza del suo passaggio a Ceva nel 1706. Questa fu l'antica chiesa parrocchiale prima dell'edificazione di quella di San Maurizio giù in paese. È situata nell'area attorno cui fu costruito il cimitero. Sopra l'ingresso del cimitero campeggia la scritta: "Qui termina la gloria del mondo... Restano solo virtù e opere buone".[17]

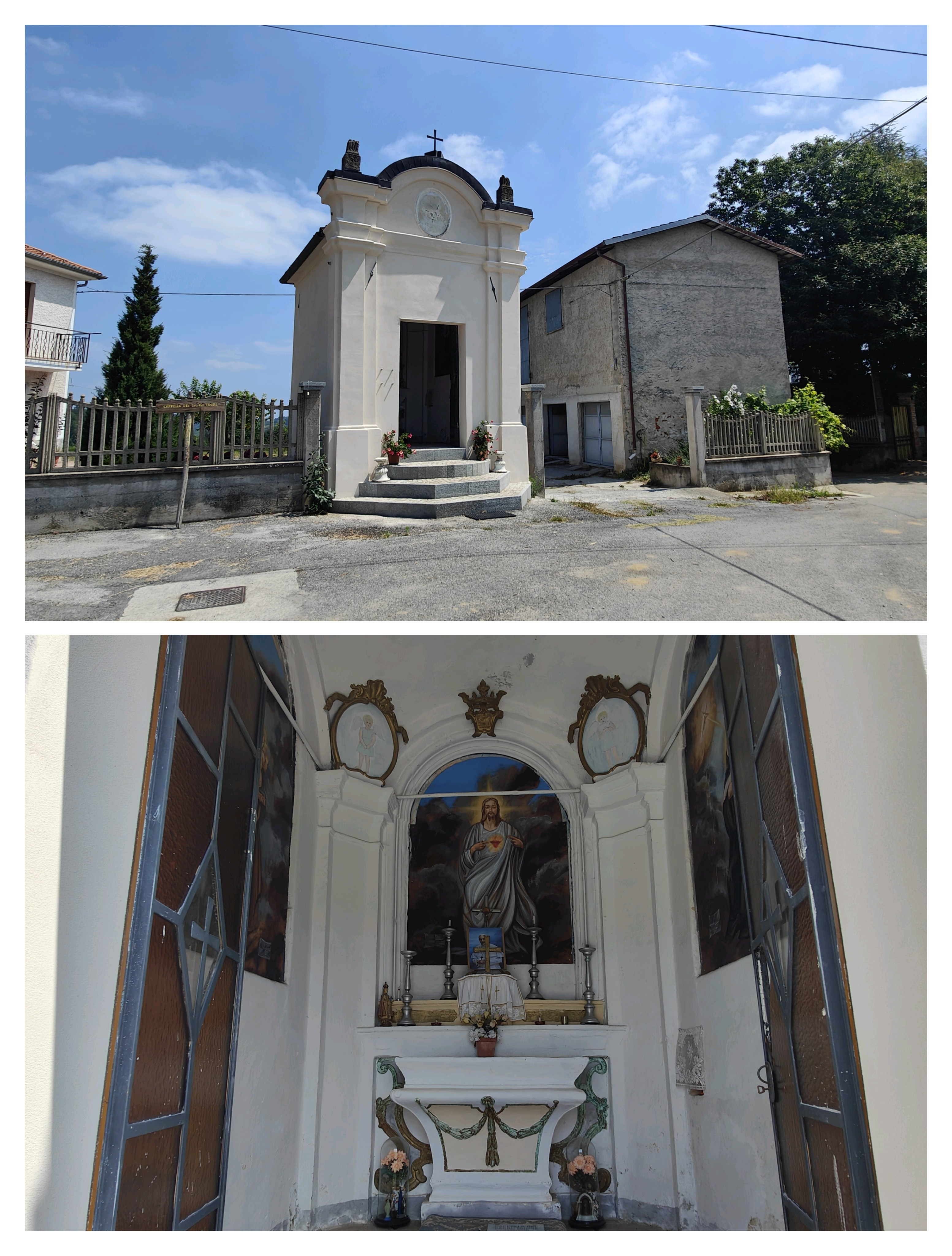
Cappella del Sacro Cuore risalente originariamente al 1609

- Cappella del Sacro Cuore originariamente risalente al 1609, ebbe un'importante restauro nel 1967 e nel 2007. Nel 2024 una ritinteggiatura. Contiene affreschi di L. Rovera.
- Chiesetta di San Giuseppe in frazione Stevagni.

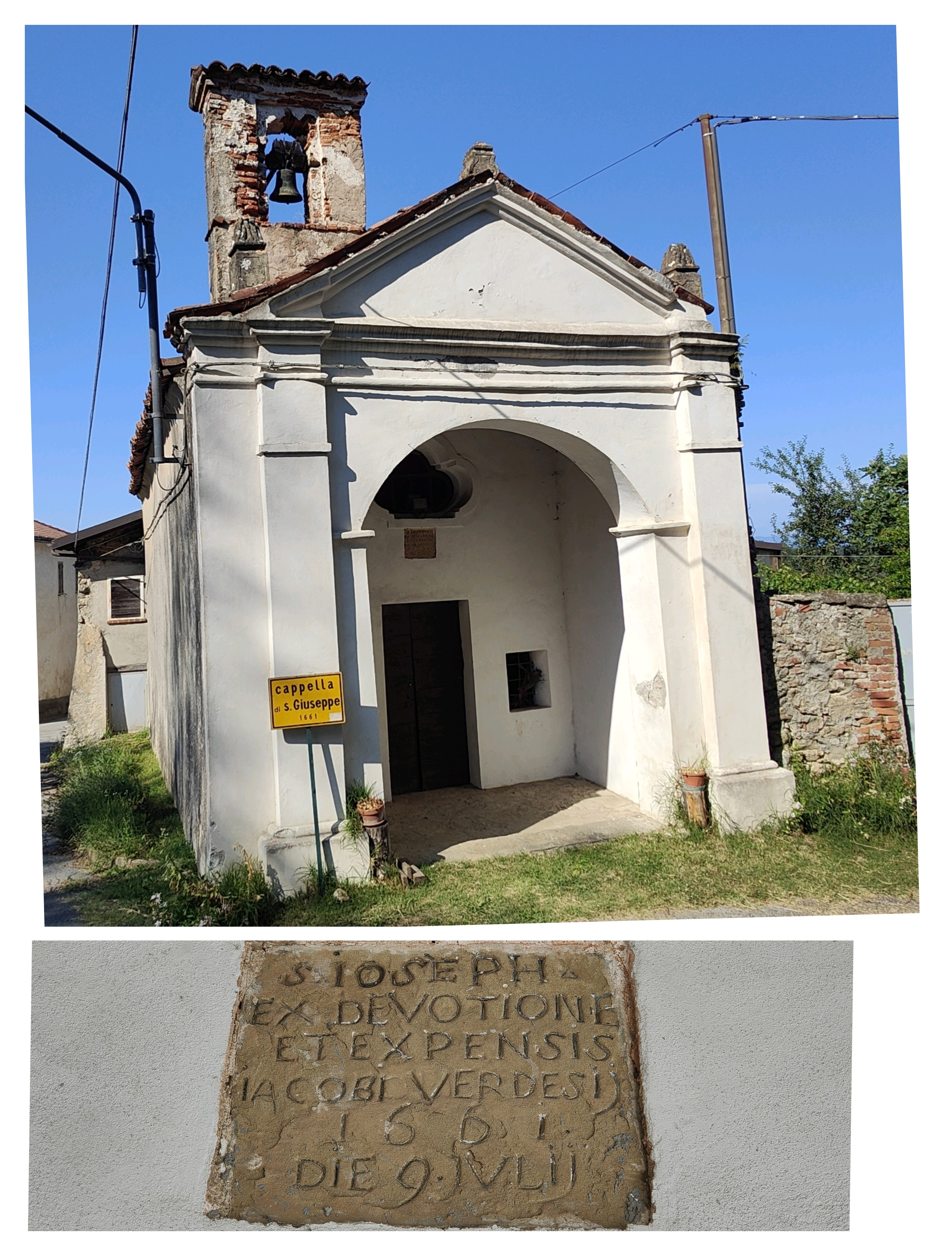
La chiesetta di San Giuseppe in frazione Stevagni con la lapide originale dell'inaugurazione risalente al 9 luglio 1661

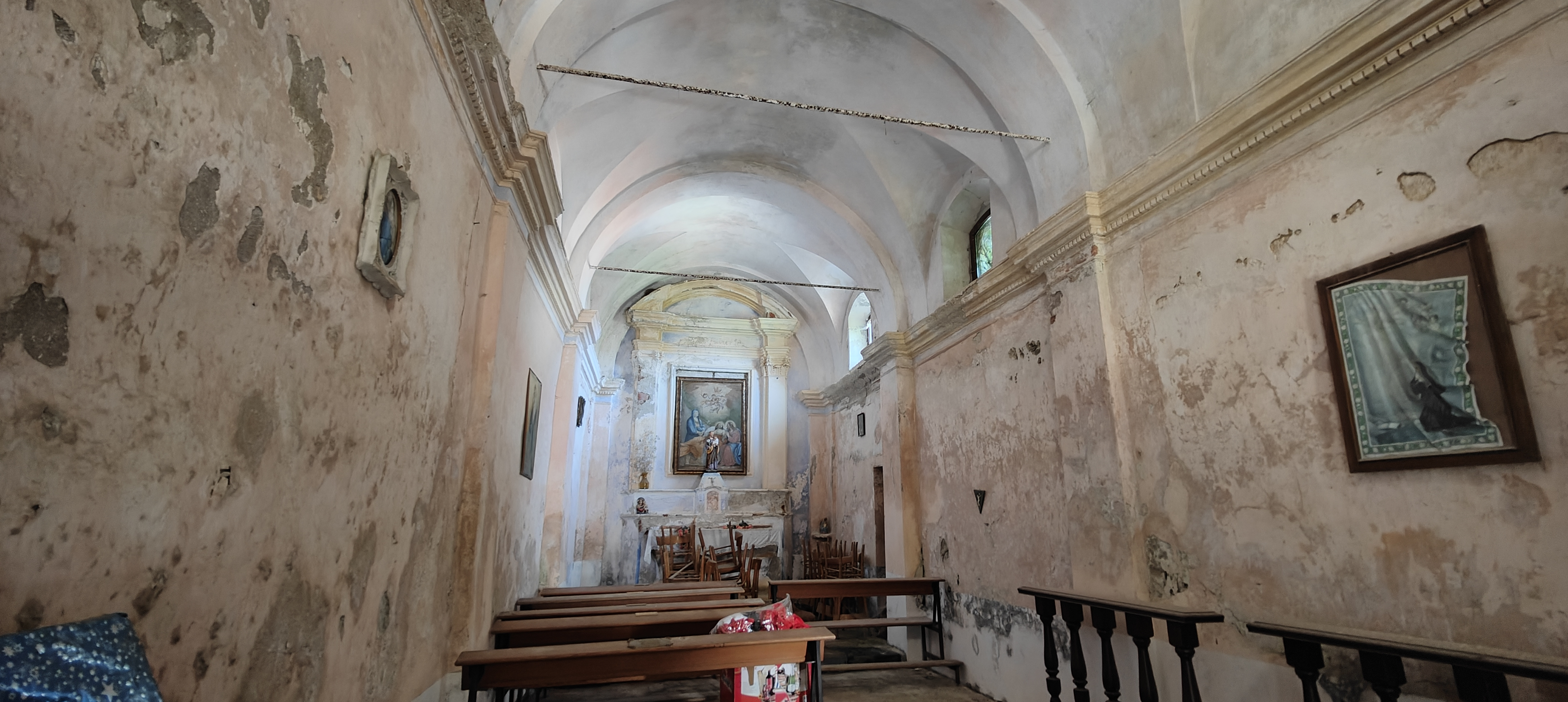
Interno della chiesetta di San Giuseppe del 1661

- Antica miniera in località Gorre di galena argentaria minerale. Fu utilizzata negli anni 1800-1870. Si pensa ad un recupero in funzione storico-turistico.[18]

## Società

### Evoluzione demografica
Abitanti censiti

## Economia
Piccola comunità con un’economia di tipo agricolo. I castelnovesi, che presentano un indice di vecchiaia eccezionalmente elevato, con il record della nonnina di 112 anni, sono concentrati per la maggior parte nel capoluogo comunale; il resto della popolazione si distribuisce tra alcune case sparse e il nucleo della frazione Stevagni. Vi è l'assenza di una stazione dei carabinieri, le funzioni di autorità di pubblica sicurezza sono, all’occorrenza, svolte dal sindaco. L’agricoltura è basata sui cereali, frumento, ortaggi, foraggi, uva e altra frutta, è integrata dalla raccolta di funghi e dall’allevamento di bovini e avicoli. Le attività industriali sono limitate a qualche piccola azienda che opera nei comparti edile e dell’estrazione di sabbia, ghiaia e argilla. Non ci sono banche né supermercati. Dispone di una struttura sociale-assistenziale, la Torre inaugurata nel novembre 2013. Mancano però le scuole di ogni ordine e grado; non esiste una biblioteca e neppure una farmacia costringendo gli abitanti a rivolgersi altrove anche per servizi sanitari di base. Per lo sport e il tempo libero vi è un campo da tennis. Turisticamente da sfruttare le ciclovie e le passeggiate nei numerosi boschi che circondano l'abitato.
Festività
Appuntamenti periodici: il pellegrinaggio al santuario Madonna del Deserto, ubicato nel comune di Millesimo, il 25 maggio; i tornei di calcio e tennis, a luglio-agosto; la festa dell’Assunzione, con processione vesperiana con la pregiata statua della Vergine, il 15 agosto; la passeggiata gastronomica Vaimangiaevai, il 17 agosto; la sagra della castagna, la terza domenica di ottobre. Il Patrono, San Maurizio, si festeggia il 15 gennaio.

## Amministrazione
| Periodo         | Periodo         | Primo cittadino | Partito      | Carica                  | Note          |
| --------------- | --------------- | --------------- | ------------ | ----------------------- | ------------- |
| 14 giugno 1999  | 14 giugno 2004  | Gino Moretti    | Lista civica | Sindaco                 | [ 21 ]        |
| 14 giugno 2004  | 8 giugno 2009   | Luigi Rebuffo   | Lista civica | Sindaco                 | [ 22 ]        |
| 8 giugno 2009   | 2 febbraio 2012 | Gino Moretti    | Lista civica | Sindaco                 | [ 23 ]        |
| 2 febbraio 2012 | 27 maggio 2013  | Claudia Bergia  |              | Commissario prefettizio | [ 24 ] [ 25 ] |
| 27 maggio 2013  | in carica       | Mauro Rebuffo   | Lista civica | Sindaco                 | [ 26 ]        |
| 27 maggio 2018  | in carica       | Mauro Rebuffo   | Lista civica | Sindaco                 | [ 27 ]        |

### Altre informazioni amministrative
Faceva parte della comunità montana Alto Tanaro Cebano Monregalese.
Fa parte della Comunità Alta Val Tanaro Mongia Cevetta. e del G.A.L. Mongioie.